# Emberá-Wounaan
La Comarca di Emberá-Wounaan è una comarca indigena di Panama. Ha una superficie di 4.393,9 chilometri quadrati e secondo il censimento del 2010 la popolazione è di 10.001 abitanti. Il capoluogo è Unión Chocó, nel Distretto di Cémaco.

## Geografia antropica

### Suddivisioni amministrative
La comarca è suddivisa in due distretti per un totale di cinque comuni, tutti istituiti con la legge 22 dell'8 novembre 1983:
- distretto di Cémaco
- distretto di Sambú